# HMS Thetis (N25)
Pour les autres navires du même nom, voir HMS Thetis.
Le HMS Thetis est un sous-marin de classe T de la Royal Navy. Construit dans les chantiers navals Cammell Laird à Birkenhead, il était long de 81 mètres, armé de dix tubes lance-torpilles de 21 pouces (533 mm) et d'un canon de pont de 4 pouces (101 mm) sur l'avant-pont.
Le 1er juin 1939, jour de son lancement, il a connu un grave accident dans la baie de Liverpool. Renfloué, renommé HMS Thunderbolt, il a été coulé le 14 mars 1943 au large de la Sicile.

## Histoire

### L'accident
Le submersible s'était préparé pour la plongée le 1er juin 1939 dans la baie de Liverpool.
Par temps clair et ensoleillé, vers 9 heures 45 minutes, le Thetis glisse du bassin et descend la Mersey, suivi par le remorqueur d'escorte Grebecock chargé de lui porter secours en cas de danger. Le commandant Guy Bolus annonce la plongée, donne l'ordre de noyer les ballasts, très lentement par prudence.
Le commandant demande à l'officier-torpilleur Frederick Greville Woods de vérifier les tubes lance-torpilles, les tubes 5 et 6 doivent normalement être pleins, mais le tube numéro 5 était rempli d'eau et son chapeau de proue grand ouvert, alors que la jauge indiquait « vide », car elle était obstruée par une parcelle de poussière. 
L'officier-torpilleur Woods, pour s’en assurer, inspecte et ouvre les portes arrière des quatre premiers tubes, examine à l'aide d'une lampe électrique l'intérieur, puis arrivé à la porte du tube numéro 5, il tire le levier, et soudain celle-ci s'ouvre brutalement en laissant s’engouffrer violemment l'eau de mer.
L'officier-torpilleur Woods tente de refermer la porte, mais la pression est trop forte, le marin Hambrook tente d'aider l'officier, sans succès, le capitaine Oram voit le baromètre anéroïde monter de deux pouces, ce qui lui fait comprendre qu'un accident vient de se produire.
Le commandant Guy Bolus essaie immédiatement de vider les ballasts principaux, soudain le sous-marin pique et plonge vers le fond, dans une dernière tentative le commandant libère une bouée de repérage et un engin de signalisation fumigène. La bouée rouge flotte à la surface avec inscrit dessus « Wreck » (navire naufragé), le Thetis heurte violemment le fond, les lumières s'éteignent, les chambres avant des torpilles se remplissent rapidement d'eau.

### Au secours
L'officier-torpilleur Frederick Greville Woods et les marins ont juste le temps de se réfugier dans la cale d'emmagasinage, mais sous la pression celle-ci cède et les hommes doivent s'échapper du second et s'abriter dans le troisième sas où se trouve le lieutenant Jamieson, la porte résiste...
Le commandant arrive en compagnie du capitaine Oram, ainsi que quelques experts militaires, et leur explique que la porte numéro 5 devait être ouverte, et que le sous-marin ne tarderait pas à refaire surface.

### Solutions duThetis
Deux méthodes de renflouement sont possibles :
- soit chasser l'eau des compartiments inondés en injectant de l'air sous pression : la moitié de la réserve avait été utilisée pour souffler les ballasts principaux ;
- soit chasser l'eau à l'aide d'une pompe : pour cela, il faut fermer la porte du tube lance-torpille no 5 et ouvrir deux vannes à l'intérieur du second compartiment envahi par l'eau.

Le capitaine opte pour la deuxième solution, et déjà un premier volontaire, le lieutenant Chapman se présente. Muni d'un masque et de l'appareil respiratoire, le lieutenant se glisse dans le sas, mais sous la pression de l'eau, il fait signe qu'il était sur le point de perdre connaissance, donc il faudra cesser la manœuvre.
Deux autres tentatives sont faites avec deux hommes à la fois, mais toujours sans succès. Le capitaine décide d'arrêter les manœuvres dangereuses pour l'équipage, et d'autres plans de sauvetage sont élaborés avec les spécialistes à bord.

### Solutions de laNavy
À la surface le Grebecock, ne voyant pas le submersible réapparaître, lance un message d'alarme à la base de Portsmouth, et n'ayant ni vu la balise, ni le signal de détresse du Thetis, il se lance à sa recherche.
Le commandant en chef de la base de Plymouth donne au capitaine Hart, chef des services de sauvetage de la zone de Liverpool, l'ordre d'embarquer à bord du navire de sauvetage le Vigilant, qui avait déjà renfloué plus de cent navires.
Le Brazen s'approche du Grebecock tous feux allumés pour repérer le sous-marin, et seulement à l'aube, la poupe de celui-ci apparaît à la surface. Les naufragés étaient à l'intérieur depuis plus de quinze heures et désespérés. Oram se propose d'essayer de sortir avec les plans du sous-marin, accompagné du lieutenant Woods, pour doubler les chances. C'est un succès...

### Les rescapés
Les hommes enfermés dans le Thetis menaient une bataille de survie contre le temps, les lampes portatives s'épuisaient, l'air vicié était devenu irrespirable. Le lieutenant Chapman ordonne à quatre hommes de pénétrer dans la chambre de sauvetage, de s'équiper de masques respiratoires, et de tenter de s'échapper, mais sous la pression de l'eau et de l'oxygène respiré, trois perdent connaissance et à l'extérieur avec deux ouvriers volontaires Stocker Arnold et Shaw, après moult péripéties, ils réussissent à les extraire vivants.[pas clair]

### Dernière tentative
La sixième flottille de destroyers commandée par le capitaine Nicholson décide de passer un câble d'acier sous le sous-marin et de le hisser pour brancher un tuyau d'air comprimé, une fois la manœuvre réalisée, les treuils se mettent en action mais malheureusement le câble de 9 cm de diamètre se rompt. Une deuxième tentative donnera le même résultat et le samedi à midi l'amirauté britannique communique la liste des 99 hommes encore présents à bord.

## Seconde Guerre mondiale
Après avoir été renfloué, le Thetis est réparé, et rebaptisé HMS Thunderbolt. Il est remis en service pendant la Seconde Guerre mondiale en 1940 sous le nom de HMS Thunderbolt, sous le commandement du lieutenant Cecil Crouch.
Au cours des 18 mois suivants, il sert dans l'Atlantique. En décembre 1940, il est en patrouille dans le golfe de Gascogne et le 15 décembre, il rencontre et coule le sous-marin italien Capitano Raffaele Tarantini.
À l'automne 1942, le Thunderbolt est converti avec ses sister ships (navires-jumeaux) HMS Trooper (N91) et HMS P311pour transporter deux "Chariots" (un type de torpille pilotée) et leurs équipages pour des opérations contre les navires de l'Axe dans les ports, et est transféré avec eux en Méditerranée en décembre 1942.
Leur première mission, l'opération Principal, est entreprise en décembre 1942. Les trois sous-marins portent leurs charges sur des cibles autour de la Méditerranée. L'objectif du Thunderbolt est la navigation à Cagliari, mais l'opération n'a pas été un succès, et le P311 a été perdu à La Maddalena, sa cible prévue.
Une deuxième opération contre le port de Palerme en janvier 1943 est plus réussie. Les 2 et 3 janvier, les torpilles pilotées entrent dans le port et y minent les navires, coulant la coque du croiseur léger Ulpio Traiano, qui n'était pas terminé, et du cargo SS Viminale.
Une autre mission dans le port de Tripoli a eu lieu le 18 janvier. Elle avait pour but d'empêcher l'Axe d'utiliser des navires de blocus pour neutraliser le port de Tripoli, qui était sur le point d'être occupé par la 8e Armée britannique.
Le 20 février 1943, le Thunderbolt bombarde le voilier albanais Villanzen Veli au large de Bari. Le sous-marin britannique est forcé de plonger et de s'échapper par le feu combiné du croiseur auxiliaire italien Brindisi et d'une batterie côtière, alors que le voilier n'est que légèrement endommagé.
Le Thunderbolt est coulé le 14 mars 1943 au large de la Sicile par la corvette italienne Cicogna de la classe Gabbiano, qui l'a détecté et attaqué avec des grenades sous-marines. Tout l'équipage a été perdu et le Thunderbolt a coulé par 1 350 m de fond à la position géographique de 38° 15′ N, 13° 15′ E.